# 劉繼
劉繼（1446年—1485年），字纉緒，直隸真定府藁城縣人，民籍，明朝政治人物。

## 生平
順天府鄉試第九十五名舉人。成化十七年（1481年）中式辛丑科三甲第一百一十名進士。官至淅川县知县。

## 家族
曾祖劉聚；祖父劉聰，縣丞；父劉清，母賈氏。慈侍下。